# Lesotho Amateur Radio Society
Die Lesotho Amateur Radio Society (LARS), deutsch „Lesotho-Amateurfunkverband“, ist die nationale Vereinigung der Funkamateure in Lesotho.
In der Hauptstadt Maseru unterhält die LARS ein QSL-Kartenbüro.
Die LARS ist Mitglied in der International Amateur Radio Union (IARU Region 1), der internationalen Vereinigung von Amateurfunkverbänden, und vertritt dort die Interessen der Funkamateure des Landes.